# Litoria manya
Litoria manya är en groddjursart som först beskrevs av Van Beurden och McDonald 1980.  Litoria manya ingår i släktet Litoria och familjen lövgrodor. IUCN kategoriserar arten globalt som livskraftig. Inga underarter finns listade i Catalogue of Life.